# Афранія Ганнібаліана
Афранія Ганнібаліана (лат. Afrania Hannibaliana) — давньоримська матрона.

## Життепис
Походила із родини вершників Афраніїв з Сирії. Була донькою Афранія Ганнібаліана, консула 292 року. Про Афранію відомо дуже мало фактів. Про народження і дитинство немає жодних даних. Згідно Т. Барнсу замолоду вийшла заміж за Максиміана, майбутнього римського імператора. У цьому шлюбі народилася донька Флавія Максиміана Теодора (за іншою версією вона донька Афранія Ганнібаліана і Євтропії).